# Statul și revoluția
Statul și revoluția (în rusă Государство и революция, transliterat: Gosudarstvo i revoliuțiia) este o carte scrisă de Vladimir Ilici Lenin și publicată în anul 1917, în care a descris rolul statului în societate, nevoia declanșării revoluției proletare și neajunsurile teoretice ale social-democrației în realizarea revoluției pentru instaurarea dictaturii proletariatului.

## Rezumat
Statul și revoluția este considerată ca fiind cea mai importantă lucrare a lui Lenin despre stat și a fost numită de filozoful marxist Lucio Colletti⁠(d) „cea mai mare contribuție a lui Lenin la teoria politică”. Potrivit politologului David McLellan, „cartea își are originea în discuția dintre Lenin și Buharin din vara anului 1916 cu privire la existența statului după o revoluție proletară. Buharin pusese accentul pe aspectul „dispariției treptate” a statului, în timp ce Lenin a insistat asupra necesității ca aparatul de stat să exproprieze pe expropriatori. De fapt, Lenin a fost cel care s-a răzgândit, iar multe dintre ideile din „Statul și revoluția”, compusă în vara anului 1917, în special tema anti-statalistă, au fost cele ale lui Buhharin".
Definiția clară și simplă a lui Lenin despre stat a fost următoarea: „Statul este o organizare specială a forței, o organizare a violenței în vederea reprimării unei anumite clase.”.. De aici și negarea chiar și a democrației parlamentare, care a fost influențată de ceea ce Lenin vedea ca fiind creșterea recentă a influențelor birocratice și militare: 
„A hotărî o dată la câțiva ani care membru al clasei dominante va oprima și va călca în picioare poporul în parlament - iată adevărata esență a parlamentarismului burghez nu numai în monarhiile constituționale parlamentare, ci și în republicile cele mai democratice. ”—Lenin, Vladimir Ilici. „Statul și revoluția. Capitolul al III-lea. 3. Desființarea parlamentarismului”. marxists.org.]
Citându-i pe Friedrich Engels și Karl Marx, Lenin cercetează chestiuni teoretice despre existența statului după revoluția proletară, abordând argumentele antiautoritariștilor, anarhiști, social-democrați și reformiști⁠(d), în descrierea etapelor progresive ale schimbării societății - revoluția, stabilirea „etapei inferioare a societății comuniste” (comuna socialistă) și „etapa superioară a societății comuniste”, care va duce la o societate stabilă în care libertatea personală ar putea fi exprimată pe deplin.
Lenin apără mai ales teoria lui Marx despre comunism și marxismul în general. De pildă, atunci când mor revoluționari bătrâni, burghezia nu se mulțumește doar să-i eticheteze drept „inamici ai statului”, pentru că asta ar atrage  radicaliștii politici, ci atacă scrierile teoretice ale revoluționarilor, atribuindu-le o mediocritate social-democratică (antirevoluționară) contrară „naturii revoluționare a lui Marx”. Astfel de intelectuali burghezi sunt „revizioniștii” care transformă ființa umană într-o abstracțiune:
 Atîta timp cît marii revoluționari erau în viață, ei erau supuși de clasele asupritoare la persecuții permanente, doctrina lor era întîmpinată cu cea mai sălbatică furie, cu cea mai turbată ură, împotriva ei se declanșau cele mai deșănțate campanii de minciuni și calomnii. După moartea lor, se fac încercări de a-i transforma în icoane inofensive, de a-i canoniza, ca să zicem așa, de a le înconjura numele cu o oarecare aureolă de glorie, pentru „consolarea“ claselor asuprite și pentru înșelarea acestora, golind învățătura revoluționară de conținutul ei, tocindu-i ascuțișul revoluționar și vulgarizînd-o. Burghezia și oportuniștii din rîndurile mișcării muncitorești se întîlnesc astăzi pe terenul acestei „prelucrări“ a marxismului. Ei uită, denaturează, estompează latura revoluționară a învățăturii, spiritul ei revoluționar. Este pus pe primul plan, este proslăvit ceea ce este acceptabil sau pare a fi acceptabil pentru burghezie. Toți social-șoviniștii sînt astăzi „marxiști“, nu rîdeți! Și din ce în ce mai des vorbesc savanții burghezi germani, pînă mai ieri specialiști în materie de stîrpire a marxismului, de un Marx „național-german“, care ar fi educat asociații muncitorești atît de splendid organizate în vederea ducerii războiului de jaf!
Statul și revoluția descrie natura inerentă a statului ca instrument de opresiune de clasă, o creație născută din dorința unei clase sociale de a controla celelalte clase sociale din societatea sa atunci când disputele politico-economice nu pot fi rezolvate pe cale amiabilă. Fie că este vorba de o dictatură sau de o democrație, statul rămâne un mijloc de control social al clasei conducătoare. Chiar și într-o republică capitalist-democratică, clasa conducătoare nu renunță niciodată la puterea politică, menținând-o prin intermediul controlului „din culise” al votului universal – o excelentă înșelătorie care menține conceptele idealiste de „libertate și democrație”. De aceea, revoluția comunistă este singurul remediu pentru o astfel de demagogie:
1. Anarhiștii propun desființarea imediată a statului. Lenin consideră în schimb că un asemenea idealism este imposibil din punct de vedere pragmatic, deoarece proletariatul ar trebui să zdrobească rezistența burgheză printr-un mecanism, iar acesta este statul.
2. Dacă statul ar fi desființat imediat, fără ca și „condițiile care au dus la apariția statului” să fie desființate, ar apărea un nou stat, iar revoluția socialistă ar fi fost în zadar.

În cazul în care proletariatul, prin dictatura proletariatului, ar înființa un stat comunal (după modelul Comunei din Paris din 1871), ar suprima treptat burghezia disidentă, realizând astfel dispariția treptată a statului, pe măsură ce instituțiile sale încep să-și „piardă caracterul politic”.
Astfel, ca urmare a concluziilor lui Marx despre Comuna din Paris, pe care Lenin a luat-o ca model{sfn|McLellan|1979|p=98}}, liderul bolșevic a declarat că sarcina revoluției era să distrugă statul. Deși, pentru o perioadă, „în comunism continuă să se mențină un anumit timp nu numai dreptul burghez, ci chiar și statul burghez - fără burghezie” , Lenin credea că, după o revoluție proletară reușită, statul nu numai că începe să dispară treptat, dar se va afla într-o stare avansată de descompunere. Dar Lenin numea statul „proletariatul înarmat și conducător”, așa că McLellan se întreabă dacă nu cumva și acesta dispare treptat? Da, potrivit lui McLellan, „în măsura în care era în vreun fel o putere separată de mase și opusă acestora”. Lenin a avut puține de spus despre forma instituțională a acestei perioade de tranziție. S-a pus un accent puternic pe dictatura proletariatului: „Marxist este numai acela care extinde recunoașterea luptei de clasă până la recunoașterea dictaturii proletariatului. În aceasta constă deosebirea fundamentală dintre un marxist și micul (ba chiar și marele) burghez de duzină. Aceasta constituie piatra de încercare a adevăratei înțelegeri și recunoașteri a marxismului”

## Context istoric
Lenin a început să compună un prim proiect al lucrării Statul și revoluția în exilul din Elveția, în 1916, sub titlul Marxismul despre stat. El a continuat să scrie la cartea care avea să devină Statul și revoluția în clandestinitate în Finlanda, unde se afla după înfrângerea revoltei din iulie. Statul și revoluția a fost publicată în 1918 la Petrograd.
Cartea are din șase capitole. Al șaptelea capitol, pe care Lenin intenționa să-l dedice experienței revoluțiilor din 1905 și  din februarie 1917, a rămas neterminat din cauza Revoluției din Octombrie și nu a fost niciodată publicat.
„Sovietele”, organele legislative ale muncitorilor și țăranilor, erau guvernele de facto ale Petrogradului și ale multor orașe mai mici. Opinia publică rusă era profund afectată de continuarea implicării Rusiei în Primul Război Mondial și de dificultățile economice continue pe care aceasta le aducea. La 7 noiembrie, Congresul Sovietelor a ales oficial o coaliție formată din bolșevici, eseri (socialiști- revoluționari) și menșevici ca să formeze noul guvern. Prin intermediul Gărzilor Roșii, organizații paramilitare formate din muncitori, marinari și soldați revoluționari, guvernul sovietic a reușit să ia cu asalt Palatul de Iarnă și să desființeze oficial Guvernul provizoriu. Revoluția nu a fost acceptată de toți rușii. Rezistența împotriva guvernului bolșevic a dus în cele din urmă la izbucnirea războiul civil. O problemă specială pe care Lenin o abordează în Statul și revoluția a fost dreptul națiunilor la secesiune („dreptul la autodeterminare”). Menșevicii din Georgia au proclamat independența la scurt timp după revoluție, formând Republica Democrată Georgia.
Alegerile pentru Adunarea Constituantă din 1917 au dus la formarea unui parlament cu o majoritate care revenea  Partidului Socialist Revoluționar (347 de mandate dintr-un total de 767, adică 40,4%), care după revoluție făcuse o cotitură spre dreapta, cei mai mulți membri ai aripii de stânga a partidului partidul bolșevic (care câștigase doar 180 de mandate, adică 24%). Într-una dintre cele mai controversate acțiuni ale primului guvern sovietic, Adunarea constituțională a fost dizolvată la 20 ianuarie 1918.